# Piazza della Repubblica (Livorno)
La piazza della Repubblica è una delle più grandi (circa 18.000 m²) e senza dubbio tra le più caratteristiche piazze di Livorno.
Di fatto costituisce un ponte tra il centro cittadino e i quartieri ottocenteschi sorti oltre il perimetro del Fosso Reale, tanto che da alcuni viene identificata come ponte più largo d'Europa.
Qui confluiscono alcune importanti strade, come via Grande, via Garibaldi, via de Larderel (si veda la voce Stradario di Livorno), che nell'Ottocento rappresentavano la principale viabilità cittadina. La piazza costituisce inoltre un cannocchiale prospettico verso la Fortezza Nuova e il quartiere della Venezia Nuova, con suggestiva veduta del Fosso Reale.

## Storia
(Mario Salmi)

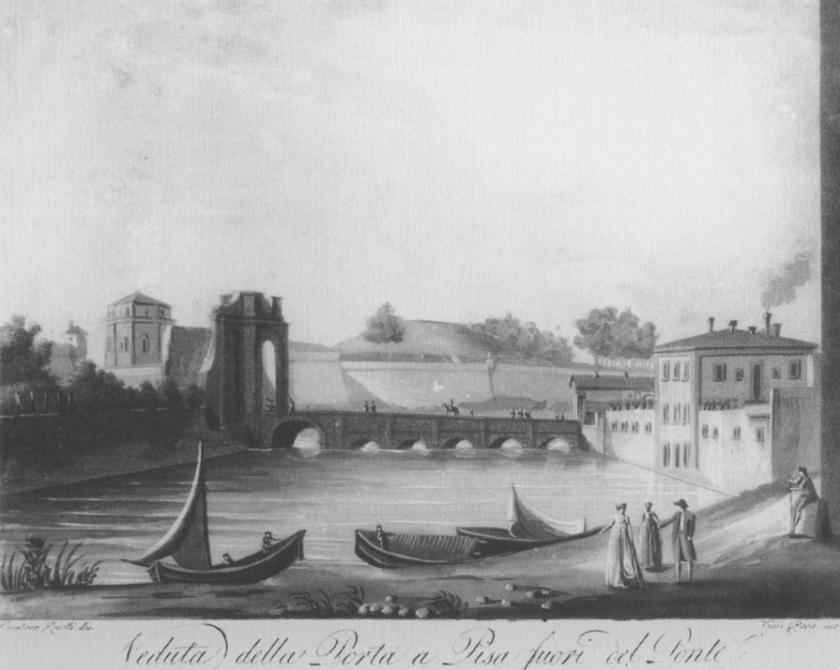
L'area prima della costruzione della piazza

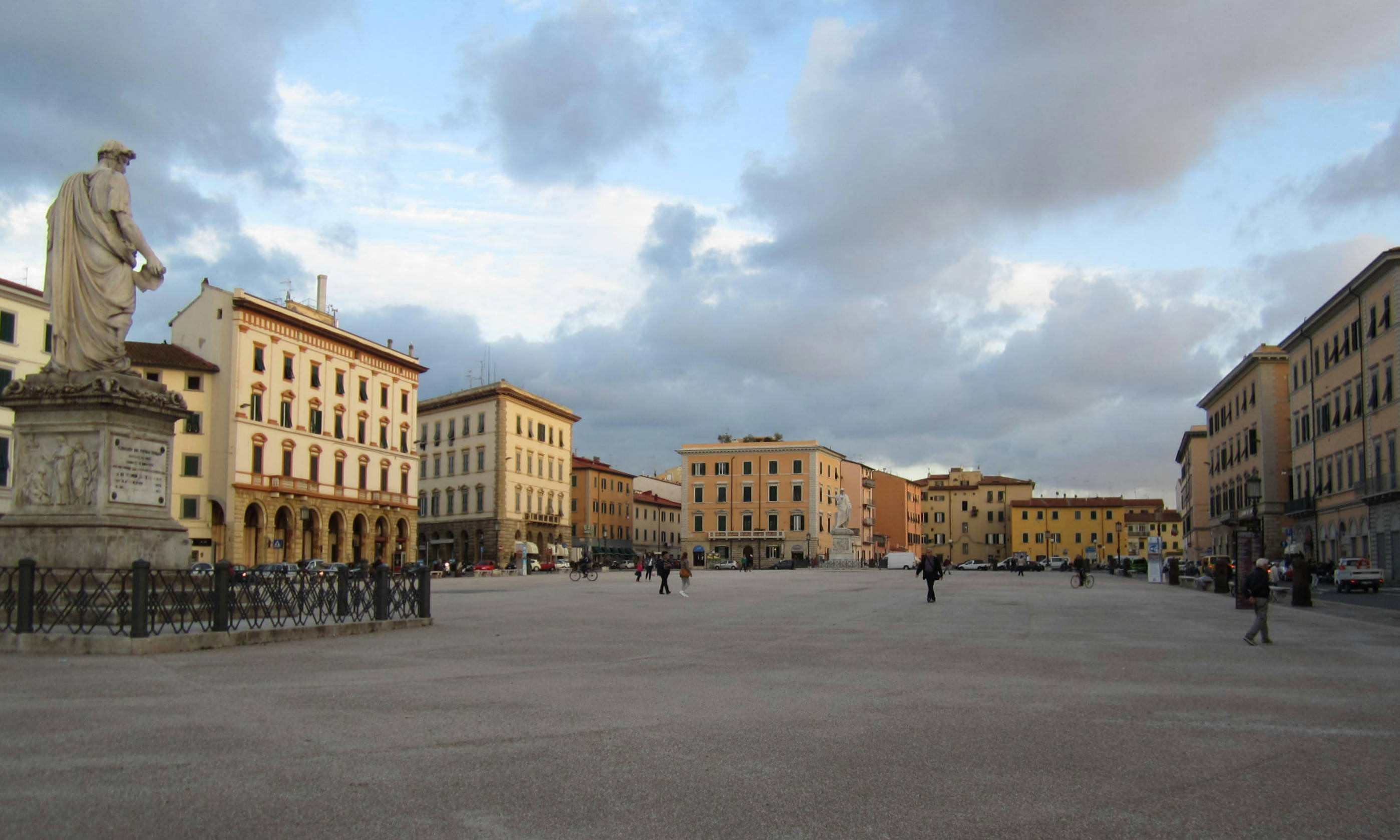
Piazza della Repubblica

La costruzione di una piazza che congiungesse insieme la città fortificata del Buontalenti e i nuovi sobborghi, che si estendevano oltre il Fosso Reale, risale alla prima metà del XIX secolo, quando Luigi Bettarini e Mario Chietti approntarono in proposito due progetti distinti.
Entrambi prevedevano la realizzazione di una imponente volta sul Fosso Reale, con una piazza ovale posta perpendicolarmente all'asse dell'allora via Ferdinanda (attuale via Grande). I due progetti differivano però nelle dimensioni trasversali che avrebbe dovuto assumere la piazza: Bettarini proponeva un impianto più raccolto, lasciando più aree a disposizione per la costruzione di nuovi palazzi, mentre Chietti portava il limite dell'ovale sino quasi alla facciata del Cisternino di città, il serbatoio progettato da Poccianti nel 1827 al termine dell'Acquedotto Lorenese.
Inoltre, un primo progetto del Bettarini, che tuttavia non ebbe alcun seguito, prevedeva la formazione di una piazza delimitata da un duplice filare di alberi, che rimandava alla configurazione dell'area antistante alla chiesa di San Benedetto (attuale piazza XX Settembre).
Scartate le ipotesi della piazza alberata e quella definita dal piano Chietti, la scelta ricadde sul disegno di Bettarini, autore anche del disegno per la rettifica del Fosso Reale, con la distruzione dei bastioni medicei.
Così, intorno al 1840 il Fosso Reale fu convogliato in una galleria lunga oltre 220 metri, che al livello del piano stradale determinò la formazione di una vasta piazza, con una piattaforma centrale di forma ovale circondata da lampioni, panchine in marmo e colonnine per la sosta dei cavalli; qui, per volontà della Comunità, furono innalzate le statue dei granduchi lorenesi Ferdinando III e di Leopoldo II, eseguite rispettivamente da Francesco Pozzi e Paolo Emilio Demi.
Ai margini dell'area sorsero grandi palazzi, alcuni dei quali uniformati da bugnato al piano terreno; tra questi uno dei più imponenti era il palazzo Sforzi, che fu edificato sul fianco nord del Cisternino del Poccianti, ma che fu distrutto durante la seconda guerra mondiale.
Successivamente, durante i moti risorgimentali del 1849, la statua del Demi fu danneggiata tra lo sconforto dello scultore e successivamente sostituita con quella realizzata, nel 1855, da Emilio Santarelli; l'opera di Paolo Emilio Demi, rimossa dal suo piedistallo e abbandonata per circa un secolo, è stata collocata al centro di piazza XX Settembre solo negli anni cinquanta del Novecento.
Fra il 1881 e l'inizio degli anni trenta la piazza rappresentò un importante snodo della rete tranviaria di Livorno.

## I nomi della piazza
In origine era denominata piazza dei Granduchi, in onore alla dinastia lorenese. Con l'unificazione fu intitolata a Carlo Alberto di Savoia, fino a quando, dopo il referendum nel 1946, è stata rinominata piazza della Repubblica. Tuttavia, per i livornesi la piazza è popolarmente nota come Voltone, proprio per la presenza della volta che copre il Fosso Reale.

## I monumenti

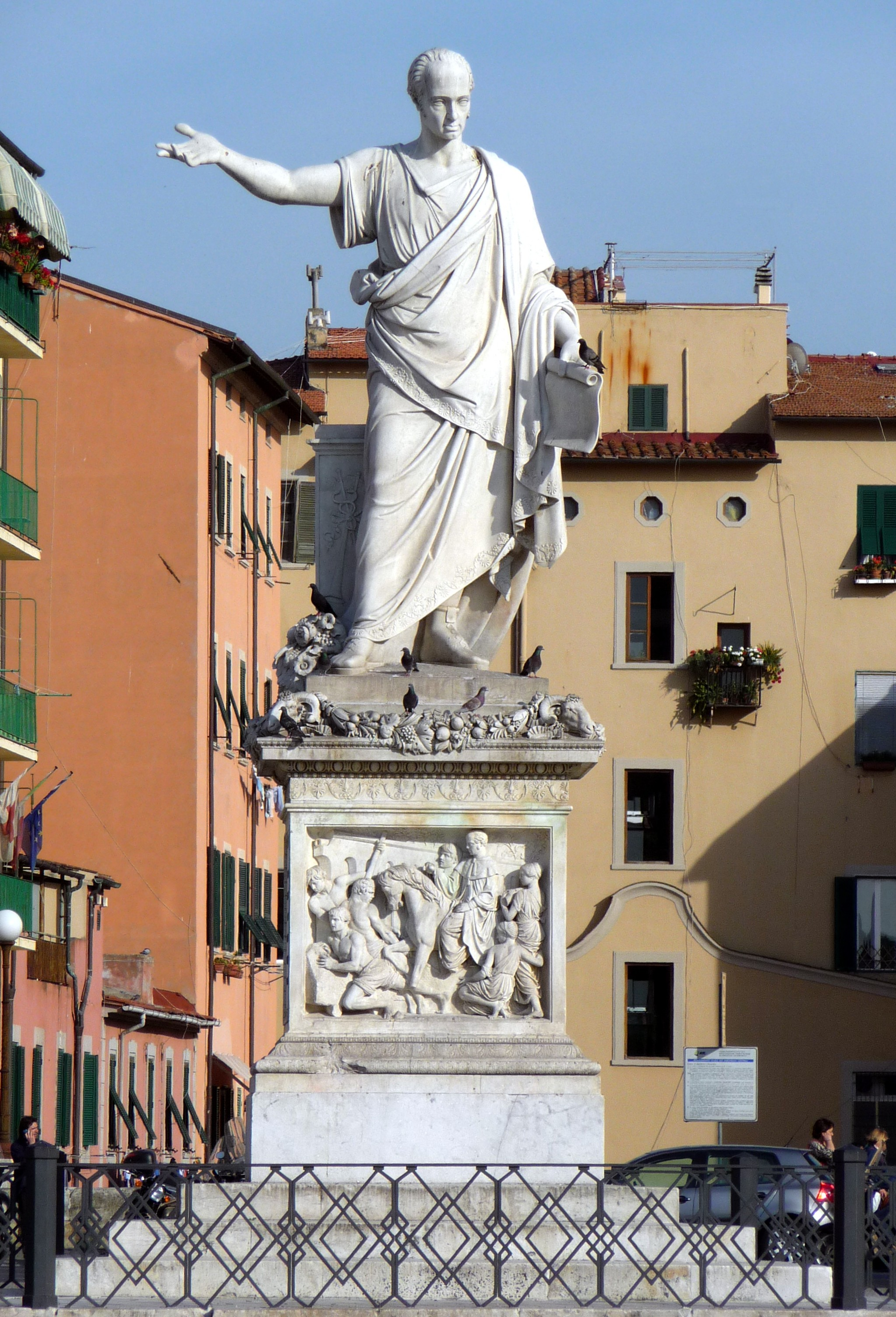
Monumento a Ferdinando III

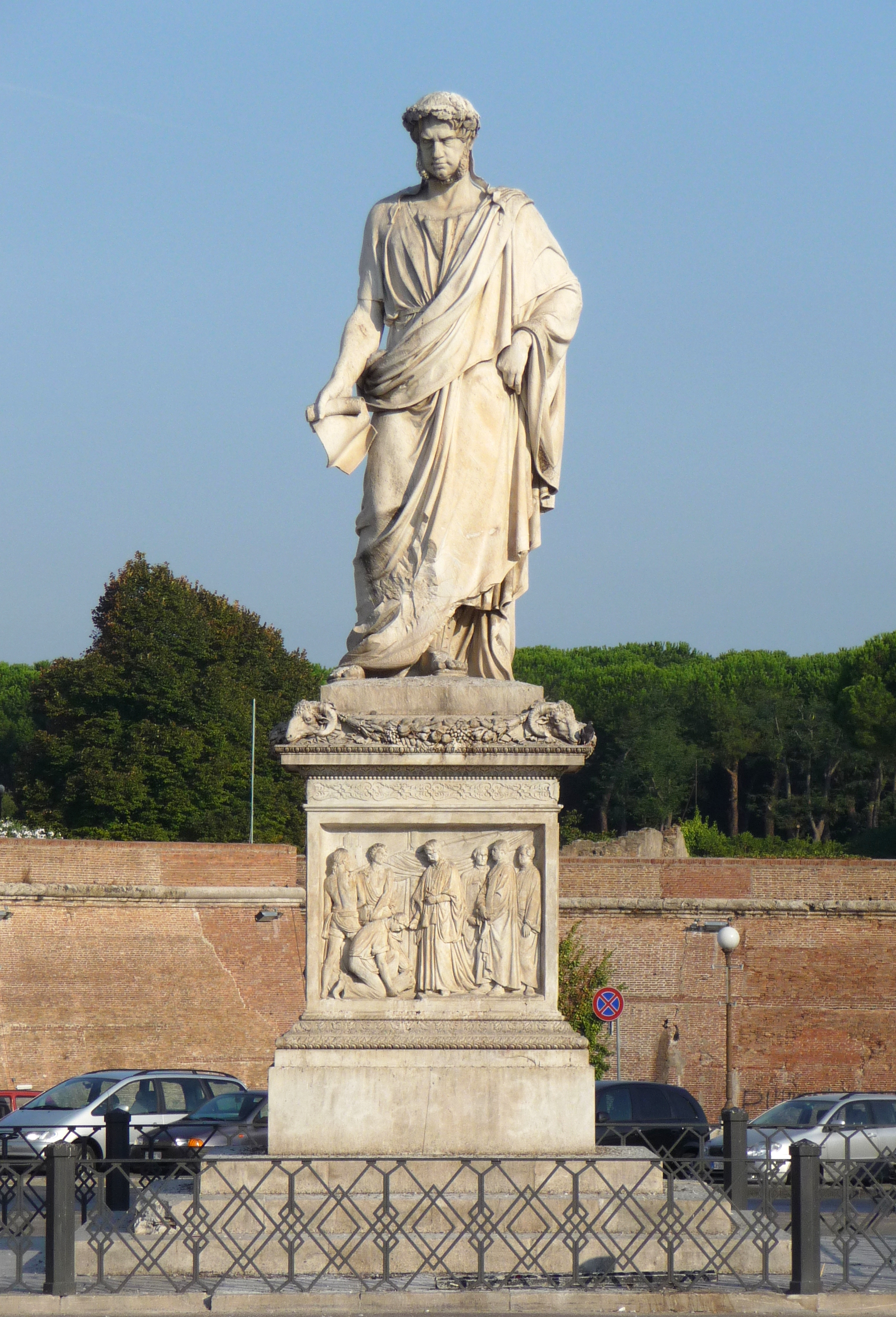
Monumento a Leopoldo II

### Monumento a Ferdinando III
Il monumento dedicato al granduca Ferdinando III di Toscana si erge sul lato sud della piazza.
Opera di Francesco Pozzi, fu inaugurato nel 1847 e poggia su un alto basamento sul quale si trovano un bassorilievo di Temistocle Guerrazzi riproducente il granduca che promuove la costruzione dell'Acquedotto Lorenese e un bassorilievo di Ulisse Cambi che raffigura Ferdinando che incoraggia le arti, il commercio e l'industria. Ai lati del basamento sono riportate delle epigrafi in memoria del sovrano.

### Monumento a Leopoldo II
Dedicato a Leopoldo II di Toscana, figlio del suddetto Ferdinando, il monumento fu inaugurato nel 1855, in sostituzione, come detto, di quello realizzato da Paolo Emilio Demi. La nuova statua, posta sul lato nord della piazza, fu scolpita da Emilio Santarelli.
Sul basamento si trovano due bassorilievi: il primo, opera del medesimo Demi, ricorda le bonifiche promosse dal granduca in Maremma, mentre il secondo, di Giovanni Puntoni, raffigura il sovrano che assiste all'inizio della costruzione della Diga Curvilinea nel porto di Livorno.
Le epigrafi commemorative ai lati del basamento furono sostituite nel 1865 con nuove iscrizioni a memoria dell'unificazione d'Italia.

## Luoghi d'interesse nelle vicinanze
- Fosso Reale
- Cisternino di città
- Monumento a Giovanni Fattori
- Via Grande
- Piazza Guerrazzi
- Piazza XX Settembre
- Chiesa di San Benedetto
- Piazza Garibaldi
- Fortezza Nuova